# Ochsenwang
Ochsenwang ist ein Ortsteil der Gemeinde Bissingen an der Teck im Landkreis Esslingen in Baden-Württemberg.

## Geographie
Ochsenwang liegt auf einer Berghalbinsel zwischen Zipfelbachschlucht und Bissinger Tal auf der Hochfläche der Schwäbischen Alb, etwa drei Kilometer südöstlich von Bissingen. Der höchste Punkt der Markung ist im Brucker Hölzle im Süden mit 826 m, der tiefste Punkt die oberste Spitze der Zipfelbachschlucht mit 656 m. Nachbarorte sind im Norden Bissingen, im Südwesten und Süden Lenningen, im Osten Neidlingen und im Nordosten Hepsisau, ein Ortsteil der Stadt Weilheim an der Teck.

## Geschichte

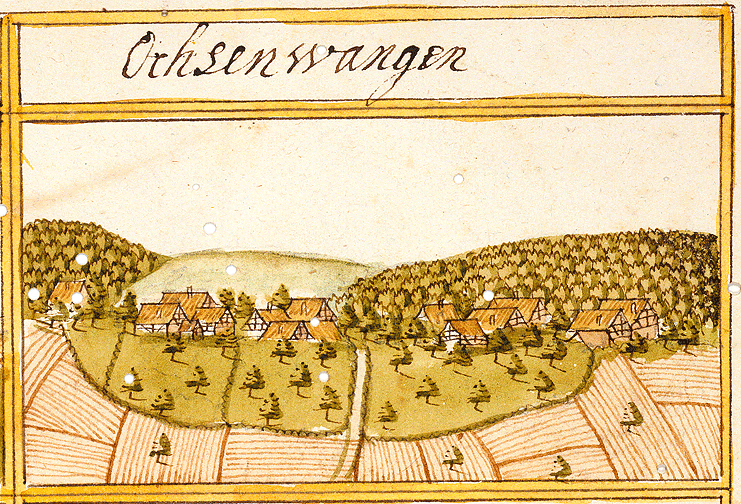
Ochsenwang 1683, Forstlagerbuch von Andreas Kieser

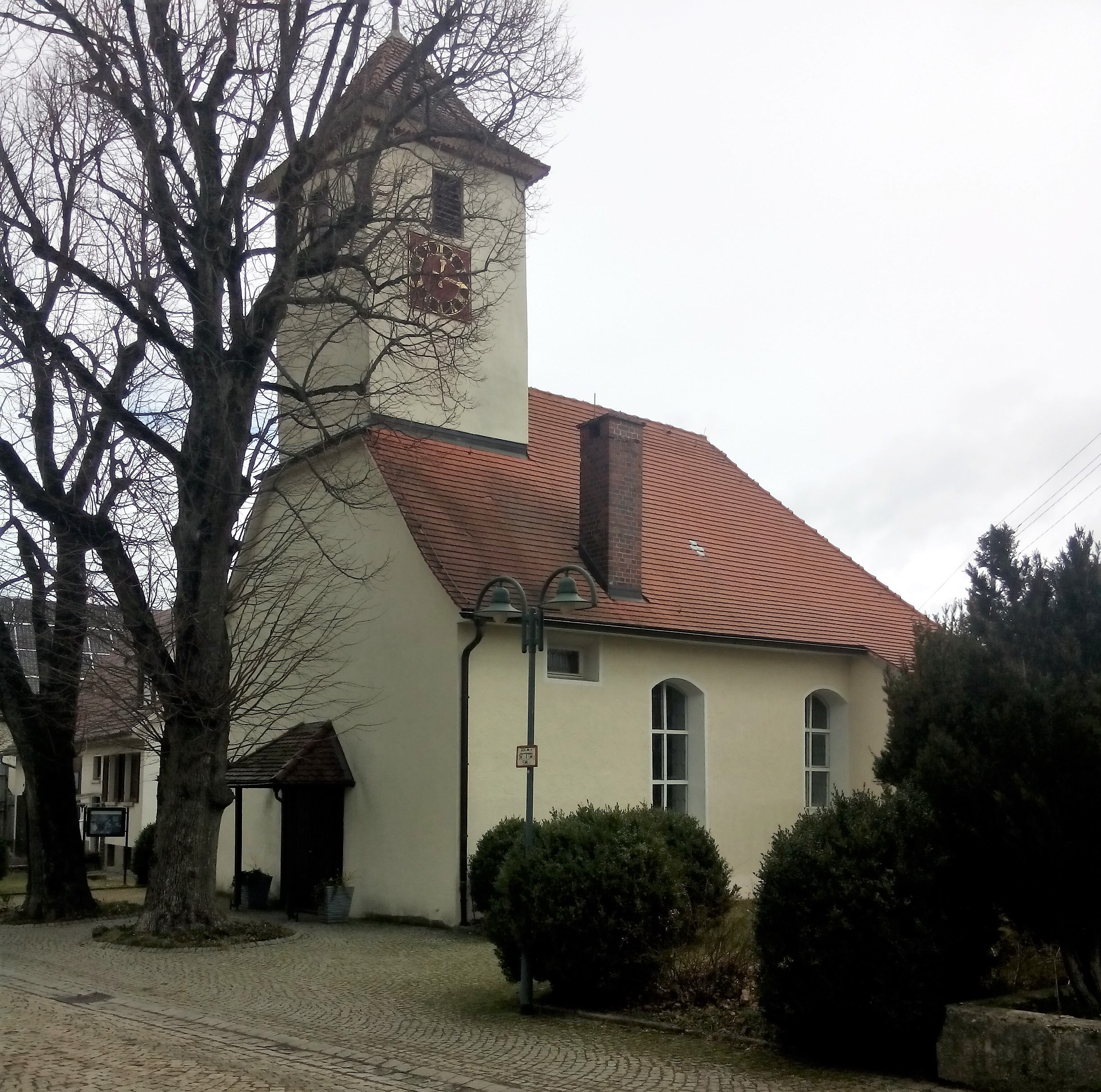
Evang. Kirche Ochsenwang Außenansicht (April 2018)

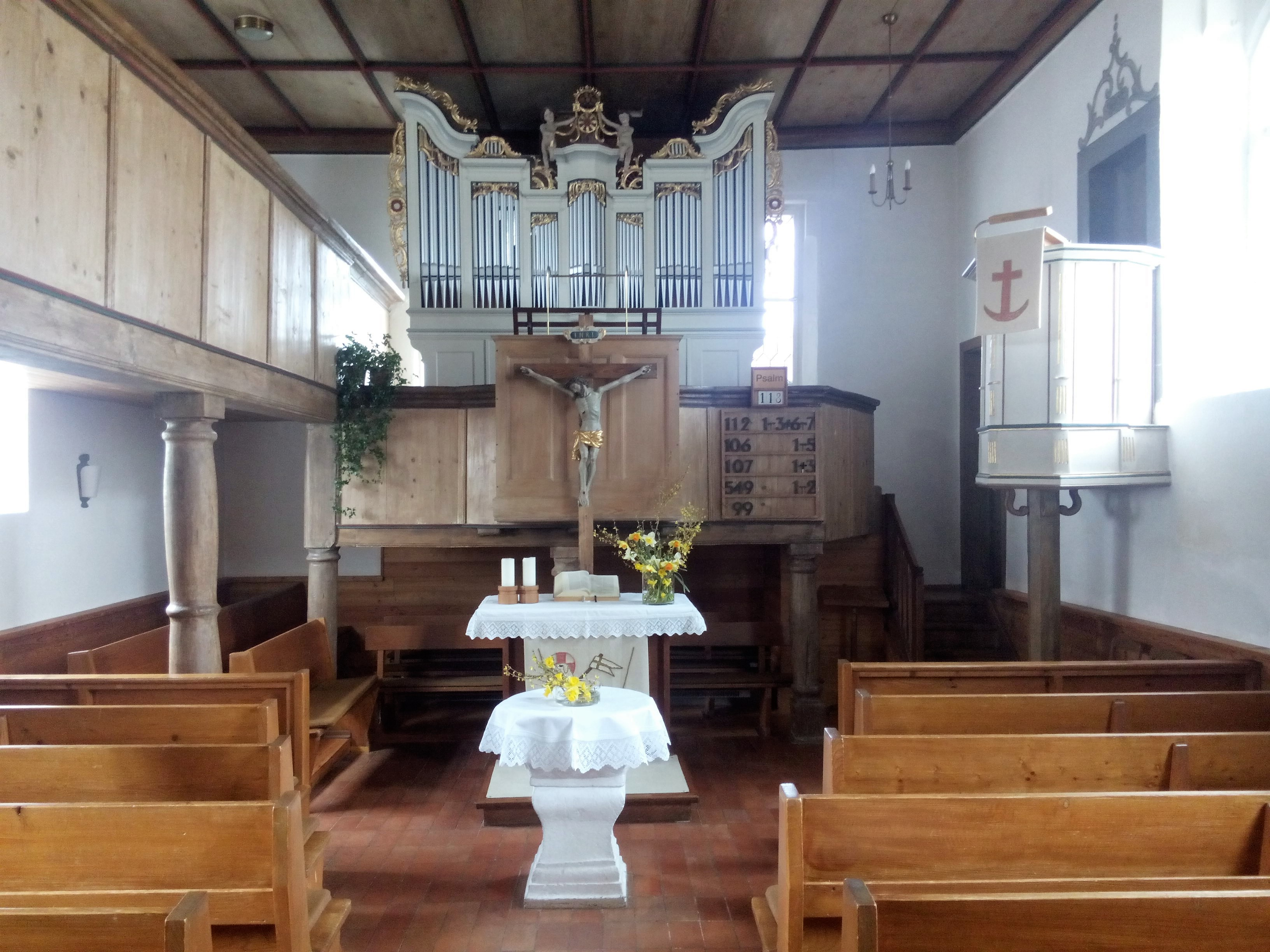
Evang. Kirche Ochsenwang Innenansicht (am Ostersonntag 1. April 2018). Orgelempore hinter dem Altar. Besonderheit: 2 Sitzbänke unter der Orgelempore.

Die mittelalterliche Geschichte von Ochsenwang liegt weitgehend im Dunkeln. Die Hoheitsrechte lagen damals vermutlich bei den Zähringern und gingen später entweder über die Grafen von Aichelberg oder über die Herrschaft Teck an Württemberg über. Auf der heutigen Gemarkung Ochsenwangs lag die um 1280 erbaute Stammburg der Herren von Randeck. Der berühmteste Randecker war Marquard I. von Randeck (geb. um 1300; gest. 3. Januar 1381). Er war zunächst Domkapitular im Erzbistum Bamberg, dann Bischof von Augsburg und später bis zu seinem Tod Patriarch von Aquileia. Ein Neffe des Patriarchen, der gleichnamige Marquard von Randeck, war kurzzeitig Bischof von Minden (1398) und anschließend Bischof von Konstanz (1398–1406). Graf Eberhard von Württemberg verkaufte 1477 den Ort mit allen Herrschaftsrechten an Dietrich Speth von Neidlingen. Seither teilte Ochsenwang die Geschicke Neidlingens samt der reichsunmittelbaren Herrschaft und der hohen Gerichtsbarkeit. Bis 1807 gehörte der Ort zur Vogtei Neidlingen, danach bis 1938 zum Oberamt Kirchheim.
Kirchlich gehörte Ochsenwang seit dem Mittelalter zur Pfarrei Bissingen. Ein eigenes Kirchengebäude war nicht vorhanden. 1706 erhielten die Ochsenwanger die Erlaubnis zum Bau einer eigenen Kirche. Zunächst betreute der Pfarrer von Schopfloch und später der Pfarrer von Bissingen die Kirche. 1822 wurde die Filialkirche zu einer eigenen Pfarrei erhoben, die mit Pfarrverwesern besetzt wurde. In diesem Zusammenhang kam auch Eduard Mörike nach Ochsenwang. Eduard Mörike war hier zwischen Januar 1832 und Oktober 1833 Pfarrverweser.
Am 1. Januar 1975 wurde Ochsenwang nach Bissingen eingemeindet.

### Einwohnerentwicklung
| Stichtag | Einwohnerzahl |
| -------- | ------------- |
| 1834     | 305           |
| 1853     | 346           |
| 1885     | 365           |
| 1919     | 326           |
| 1939     | 289           |
| 1950     | 365           |
| 1961     | 274           |
| 1970     | 253           |

## Politik

### Wappen
Die offizielle Blasonierung des Wappens lautet: über goldenem Schildfuß, darin eine liegende schwarze Hirschstange, auf grünem Boden in Silber ein schreitender roter Ochse.

### Öffentliche Einrichtungen
In Ochsenwang gibt es einen kommunalen Kindergarten. Die Feuerwehr Ochsenwang ist eine Abteilung der Freiwilligen Feuerwehr Bissingen und hat aktuell zwei Fahrzeuge.

## Verkehr
Durch Ochsenwang verläuft die Kreisstraße K 1250 von Bissingen nach Schopfloch.

## Sehenswürdigkeiten

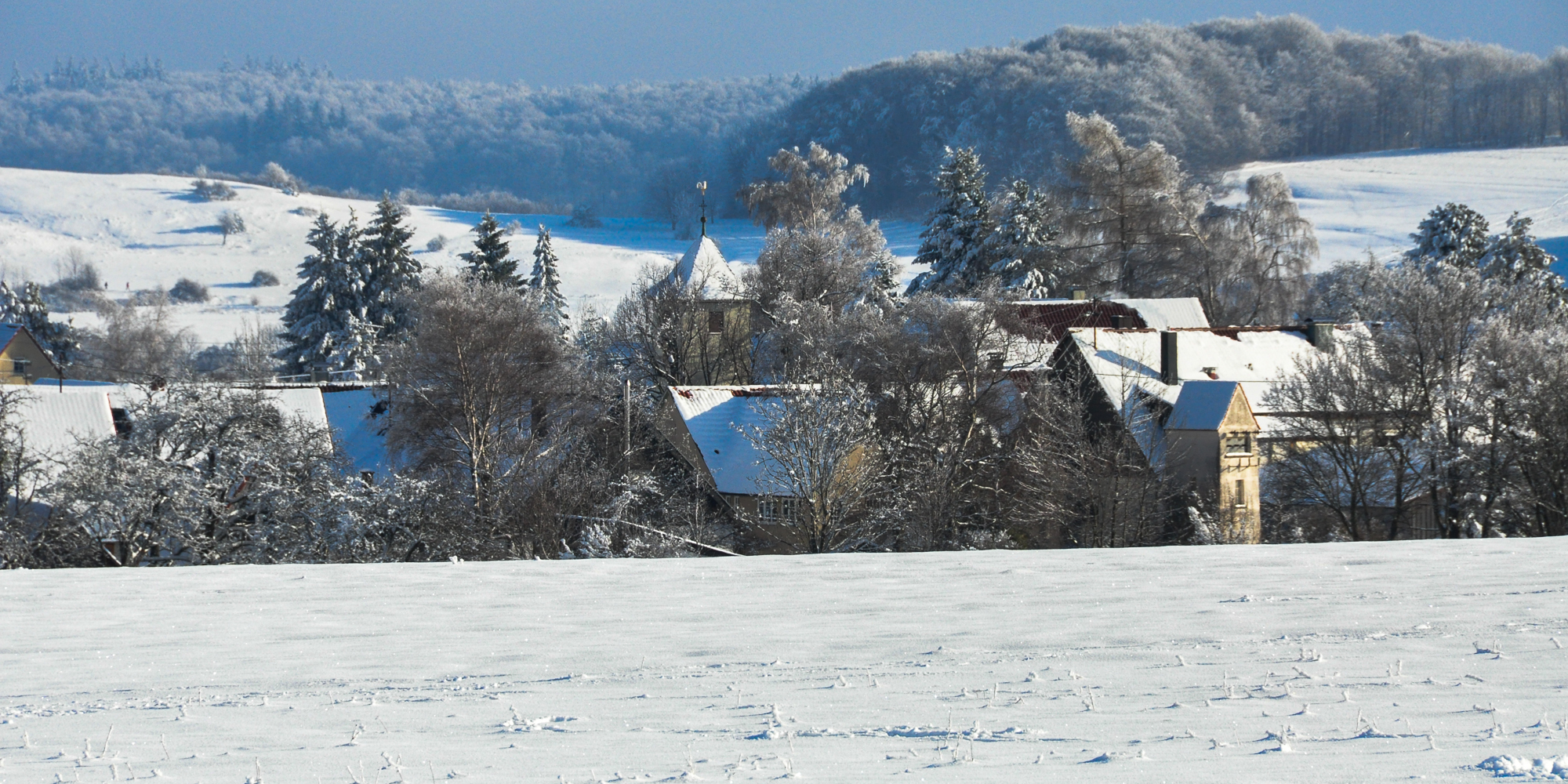
Ochsenwang im Winter

Das 811 m hohe Felsplateau des Breitensteins bietet einen nicht von Vegetation behinderten freien, weiten Blick auf das Albvorland bis nach Stuttgart. Der Breitenstein ist ein beliebtes Ausflugsziel.
Das Mörikehaus Ochsenwang ist heute eines der inzwischen fast einhundert Literaturmuseen Baden-Württembergs. Der Dichter und Schriftsteller amtierte hier von Januar 1832 bis Oktober 1833 als Pfarrverweser. Mörike hat in Ochsenwang seinen einzigen Roman, den Maler Nolten, vollendet und veröffentlicht. Einige seiner bekanntesten Gedichte sind hier entstanden.
Das auf der Gemarkung Ochsenwang liegende Randecker Maar ist ein ehemaliger Vulkanschlot des Schwäbischen Vulkans, der auch die Voraussetzungen für die Entstehung des angrenzenden Schopflocher Moors schuf. Das Randecker Maar hat auch eine überregionale Bedeutung für den Vogelzug. Die Forschungsstation Randecker Maar besteht seit 1970 und erfasst seither wissenschaftlich den Zug von Vögeln und Insekten in Richtung Süden.

## Persönlichkeiten
- Marquard I. von Randeck (um 1300–1381), Bischof von Augsburg und Patriarch von Aquileia
- Marquard von Randeck († 1406), Bischof von Minden und Bischof von Konstanz
- Eduard Mörike (1804–1875), Lyriker der Schwäbischen Schule, Erzähler und Übersetzer, lebte 1832/1833 als Pfarrverweser in Ochsenwang
- Heinz Huber (1922–1968), Grafiker, Schriftsteller, Hörspieldramaturg und Fernsehredakteur des SDR